# Aiouea tomentella
Aiouea tomentella là loài thực vật có hoa trong họ Nguyệt quế. Loài này được (Mez) Renner miêu tả khoa học đầu tiên năm 1982.